# Герб комуни Віммербю
Герб комуни Віммербю (швед. Vimmerby kommunvapen) — символ шведської адміністративно-територіальної одиниці місцевого самоврядування комуни Віммербю. 

## Історія
Король Карл ІХ повернув Віммербю міські права 1610 року. З того часу воно використовує герб із зображенням дуба і білки. 

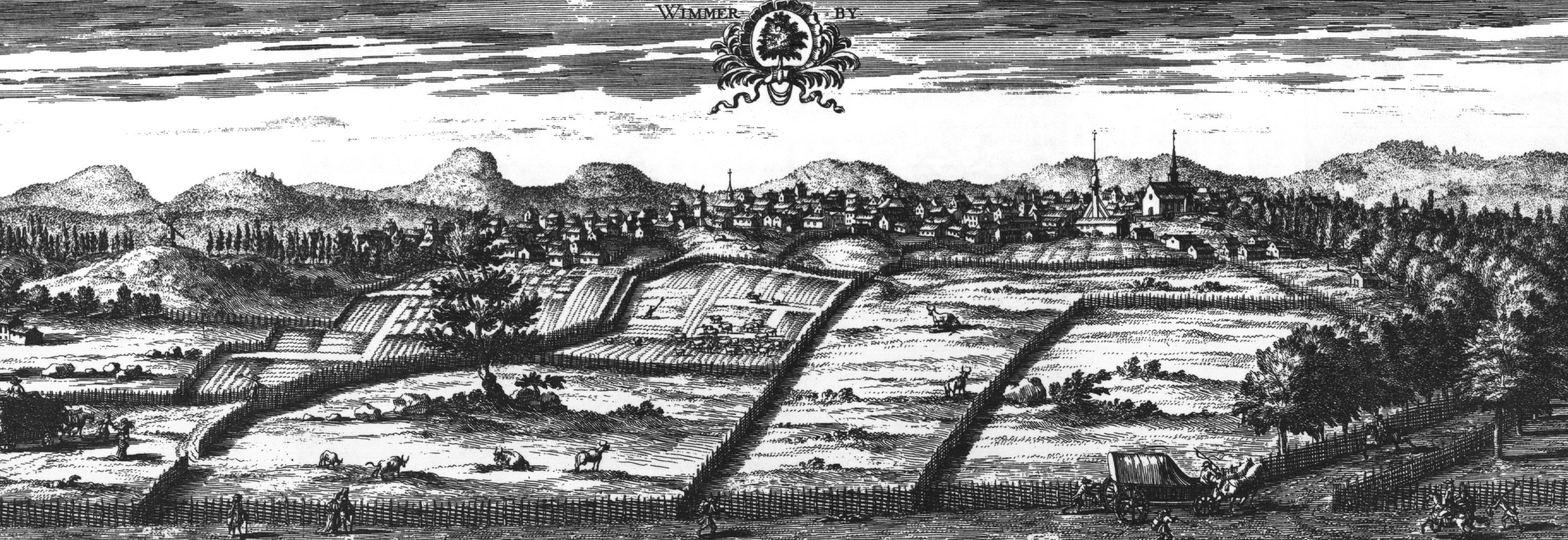
Герб на гравюрі з панорамою міста Віммербю (біля 1700 р.)

Герб міста Віммербю отримав королівське затвердження 1945 року. 
Після адміністративно-територіальної реформи, проведеної в Швеції на початку 1970-х років, муніципальні герби стали використовуватися лишень комунами. Цей герб був перебраний 1971 року для нової комуни Віммербю.
Герб комуни офіційно зареєстровано 1974 року.

## Опис (блазон)
У срібному полі зелений дуб з жолудями і корінням, на якому сидить червона білка, обабіч стовбура — червоні ініціали «С» та «ІХ». 

## Зміст
Білка і дуб походять зі старого герба міста. Вони вказують на поширену тут давніше торгівлю деревиною та білячим хутром. Ініціали є монограмою короля Карла ІХ, який сприяв розвитку Віммербю.